# توني بيرسون (لاعب كرة قدم)
توني بيرسون (بالسويدية: Tony Persson)‏ هو موظف ‏ ولاعب كرة قدم سويدي في مركز الوسط، ولد في 10 يونيو 1959 في السويد. شارك مع منتخب السويد لكرة القدم.

## وصلات خارجية
- توني بيرسون (لاعب كرة قدم) على موقع قاعدة بيانات كرة القدم.إي يو (الإنجليزية)
- توني بيرسون (لاعب كرة قدم) على موقع ناشيونال فوتبول تيمز (الإنجليزية)
- توني بيرسون (لاعب كرة قدم) على موقع Soccerway.com (الإنجليزية)
- توني بيرسون (لاعب كرة قدم) على موقع عالم كرة القدم.نت (الإنجليزية)